# Carl Edvard Johansson

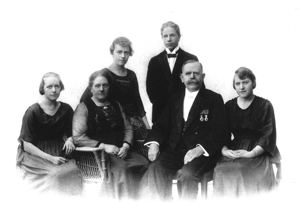
Carl Edvard, son épouse Margareta et leurs quatre enfants, de gauche à droite ; Elsa, Signe, Edvard et Gertrud. Photo prise vers 1930.

Carl Edvard Johansson est un inventeur suédois et un scientifique né le 15 mars 1864 et mort le 30 septembre 1943.

## Biographie
Johansson a inventé le jeu de cale étalon. Il obtint son premier brevet suédois, le 2 mai 1901, le brevet suédois no 17017 appelé « Jeu de cales étalons pour la mesure de précision ». Il créa la société suédoise CE Johansson AB (CEJ AB), à Eskilstuna, en Suède en 1911. Le premier jeu de cales étalons de la société CEJ en Amérique fut vendue à Henry M. Leland de la société Cadillac Automobile Co. vers 1908.
« Il y a seulement deux personnes pour qui je me découvre. L'un est le président des États-Unis et l'autre est M. Johansson de Suède.
- Henry M. Leland, vers 1920. »
À la fin de sa carrière, en 1923, Johansson commença à travailler pour Henry Ford à la Ford Motor Company, à Dearborn, dans le Michigan. Ford acheta l’ensemble de la société américaine, CE Johansson Inc., que  Johansson avait créé en 1918 à Poughkeepsie, dans l’état de New York et tout le matériel fut déplacé à Dearborn. Certains de ses salariés suédois qui travaillaient à Poughkeepsie furent également employés par Ford. À l'âge de 72 ans, il décida de prendre sa retraite et retourna en Suède. Au cours de sa vie, il avait traversé l'Atlantique 22 fois et passé beaucoup de temps en Amérique.
Il reçut la médaille d'or de l'Académie royale des sciences de l'ingénieur de Suède, à titre posthume en 1943, peu de temps après sa mort.

## Famille
Il se maria à Margareta Andersson en 1896. Ils eurent quatre enfants: Elsa, Signe, Edvard, et Gertrud.